# Bellavita
Bellavita è una commedia in un atto unico composta da Pirandello nel 1926, tratta dalla novella L'ombra del rimorso (1914).
La prima rappresentazione dell'opera avvenne al Teatro Eden di Milano il 27 maggio 1927 con la Compagnia Almirante-Rissone-Tofano.

## Trama
Bellavita è un debole ometto che ha sopportato per lunghi anni l'aperta, e senza ritegno, relazione adulterina della bella e spregiudicata moglie con il notaio Denora.
Morta la moglie traditrice è giunta l'ora della vendetta per Bellavita: egli però, semplice e umile pasticcere, non può scontrarsi apertamente con il ricco e potente notaio e allora escogita un meccanismo per coprirlo di ridicolo agli occhi della gente.
Parato a lutto coglierà ogni occasione per mostrare il suo affetto per il notaio con cui vorrà condividere il dolore per la perdita della donna amata da entrambi. Il notaio non può respingerlo apertamente perché sa di essere in torto con Bellavita, né può negare ciò che tutti sanno. Inutilmente tenterà di liberarsi dalla soffocante e grottesca presenza di Bellavita che singhiozzando lo implora di non abbandonarlo nel momento del comune dolore.
Per rabbonire Bellavita e riacquistare la sua dignità, il notaio si offrirà di provvedere all'educazione di Michelino, quasi sicuramente suo figlio, ma il pasticcere rifiuterà e continuerà a seguire come un'ombra il notaio, ossequiandolo e onorandolo, ricordandogli così con la sua presenza il malfatto ai danni di un poveruomo.
«BELLAVITA:...E ora gli corro dietro; e per tutte le strade, inchini, riverenze, scappellate...Vado dal sarto! Mi ordino un abito da pompa funebre da fare epoca, e sù, dritto impalato dietro a lui, a scortarlo, a due passi di distanza! Si ferma; mi fermo: Prosegue; proseguo. Lui il corpo e io l'ombra! L'ombra del suo rimorso!»